# Конвой «Ганза № 1»
Конвой «Ганза № 1» — японський конвой часів Другої світової війни, проведення якого відбувалось у березні 1943-го.
Пунктом призначення конвою стала затока Ганза на північно-східному узбережжі Нової Гвінеї (приблизно посередині між головним японським гарнізоном у Веваку та важливим опорним пунктом у Мадангу), де японське командування вирішило розмістити ще один гарнізон. Вихідним пунктом став Палау — важливий транспортний хаб на заході Каролінських островів.
До складу конвою увійшли транспорти «Сідней-Мару», «Асо-Мару», «Момояма-Мару», «Ойо-Мару» (Oyo Maru), «Тейрю-Мару» (Teiryu Maru), «Ясушима-Мару» (Yasushima Maru) та «Сінсей-Мару № 1» (Shinsei Maru No. 1), що, зокрема, мали на борту три батальйони 20-ї піхотної дивізії, загін будівництва аеродромів, 4 загони дорожнього будівництва та польовий освітлювальний загін. Охорону забезпечували есмінці «Акігумо», «Кадзагумо», «Самідаре», «Сацукі» та «Югумо».
6 березня 1943-го конвой полишив порт і вранці 12 березня без втрат досягнув пункту призначення, де почав розвантаження. Висадка завершилась менш ніж за добу й у другій половині дня 13 березня конвой полишив затоку, при цьому охороняти пусті транспорти залишились есмінці «Акігумо» та «Самідаре», тоді як три інші попрямували до Рабаула — головної передової бази в архіпелазі Бісмарка, з якої провадились японські операції на Соломонових островах та сході Нової Гвінеї.
Під вечір 13 березня (та за три години після виходу в море) конвой атакували 5 бомбардувальників В-17, які летіли на малій висоті. Вони змогли уразити «Момояма-Мару» бомбою і на додаток обстріляли транспорт з бортового озброєння. Загинуло 9 членів екіпажу, тоді як вцілілих зняв есмінець «Акігумо», що також добив пошкоджене судно торпедою. Менш ніж за годину після опівночі 14 квітня 1943-го «Момояма-Мару» затонуло.
18 березня конвой повернувся на Палау.